# Phellinus wahlbergii
Phellinus wahlbergii är en svampart som först beskrevs av Elias Fries, och fick sitt nu gällande namn av D.A. Reid 1975. Phellinus wahlbergii ingår i släktet Phellinus och familjen Hymenochaetaceae.   Inga underarter finns listade i Catalogue of Life.